# Ferrocarril del Sur de Devon
El Ferrocarril del Sur de Devon (nombre original en inglés: South Devon Railway Company, abreviado como RSD) construyó y operó las vías que conectan Exeter con Plymouth y Torquay, en Devon, Inglaterra. Era un ferrocarril de gran ancho de vía (7 pies 1/4 plg (2140 mm)), construido por el ingeniero Isambard Kingdom Brunel.
La compañía experimentó en un tramo de la línea (entre Exeter y Newton) un sistema de ferrocarril atmosférico, en el que los trenes eran arrastrados por un pistón impulsado mediante un tubo colocado entre los rieles, gracias a una serie de máquinas de vapor estacionarias que generaban un vacío en el tubo. El revolucionario sistema demostró tener dificultades técnicas insuperables, y fue rápidamente abandonado, de forma que la línea continuó explotándose como un ferrocarril convencional. A lo largo de sus tres décadas de existencia (entre 1846 y 1876), la compañía promovió una serie de ramales a través de empresas nominalmente independientes.
Su línea principal original entre Exeter y Plymouth sigue en uso hoy en día como una parte importante de la línea principal entre Londres y Plymouth.

## Cronología
- Ley de Ferrocarriles del Sur de Devon de 1844 aprobada por el Parlamento
- 1846 abierto a Newton Abbot
- 1847 abierto a Totnes, empiezan a circular trenes atmosféricos
- 1848 trenes atmosféricos retirados, rama de Torquay abierta
- 1849 línea completada a Plymouth
- 1876 se fusionó con el Great Western Railway

## Orígenes

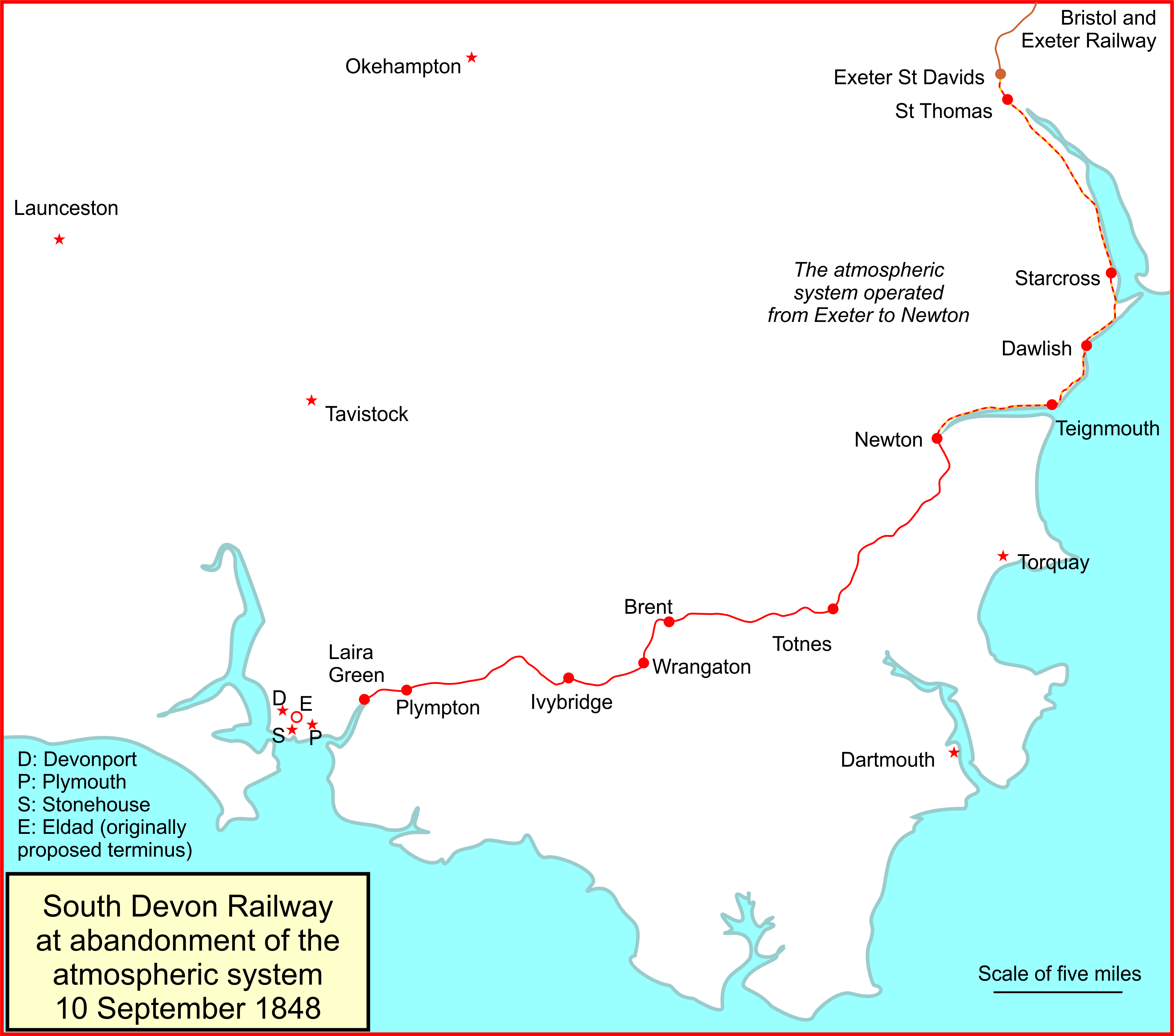
Mapa de la red del Ferrocarril del Sur de Devon en 1848

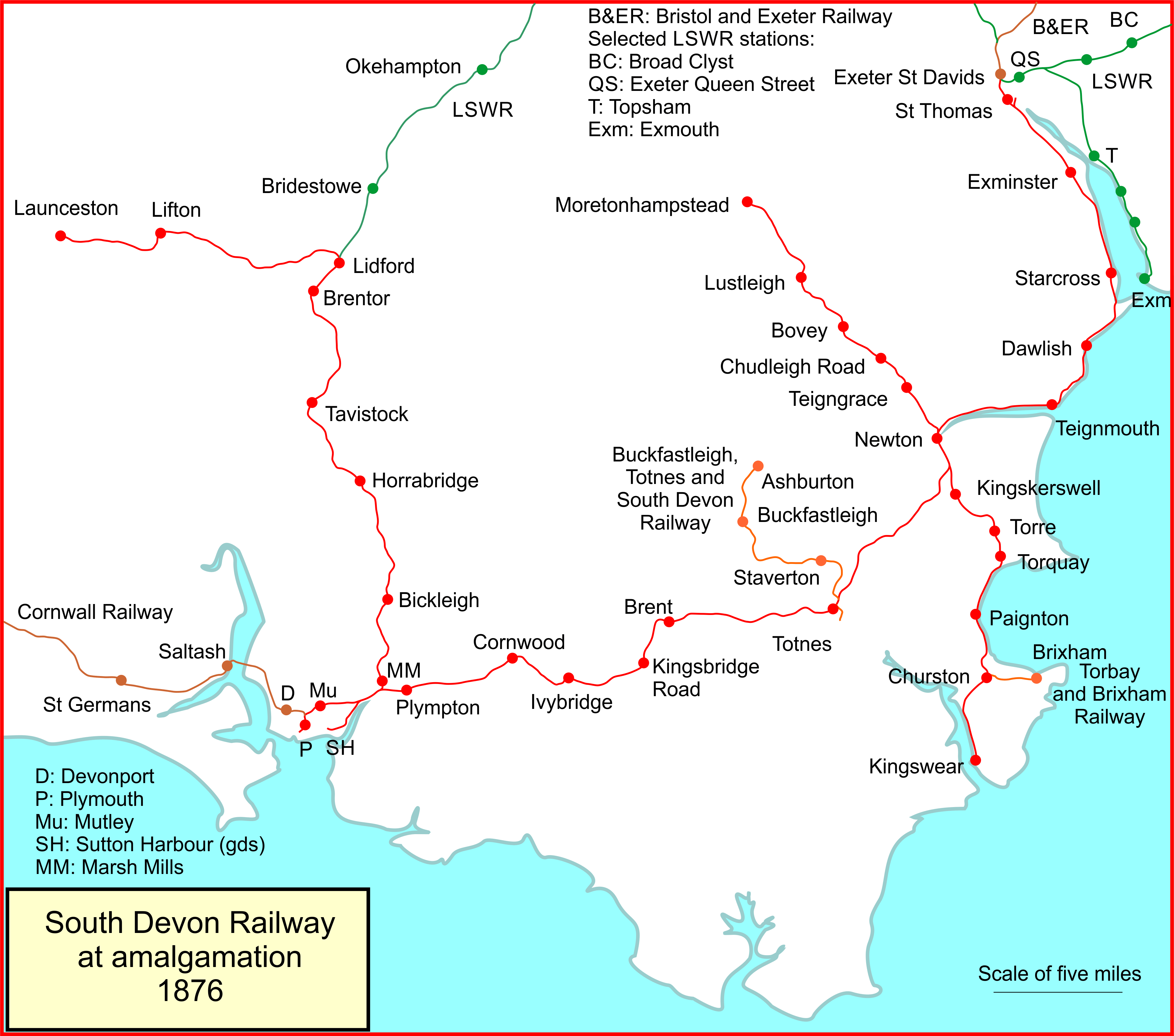
Mapa del sistema del Ferrocarril Sur de Devon en 1876

### Primeras propuestas
Las primeras ideas sobre un ferrocarril que conectara Plymouth con Exeter se discutieron a partir de 1826, pero la primera propuesta firme llegó cuando una reunión de promotores potenciales en 1840 resolvió construir una ruta directa entre ambas ciudades. Eligieron la ruta directa frente a otras dos rutas sugeridas más largas, que eran similares a las rutas de Teignmouth y Okehampton que en realidad se construyeron más tarde. La línea elegida tenía 37 millas (60 km) de largo, ascendía hasta los 1190 pies (363 m) y atravesaba un terreno muy escasamente habitado. Incluía tres rampas que debían remontarse mediante cabrestantes accionados por máquinas estacionarias y dos túneles largos, y el costo de construcción sería de 770.781 libras esterlinas. Este ambicioso plan se presentó al Parlamento como proyecto de ley el 29 de febrero de 1840, pero no llegó más allá. Sus partidarios continuaron argumentando a su favor, pero una solución más práctico a través de Newton pronto ganó favor.
El fracaso de esta primera propuesta no mermó el entusiasmo en Plymouth por disponer de un ferrocarril, deseo que se intensificó cuando el Ferrocarril de Brístol y Exeter (B&ER) estaba construyendo su línea con vía de gran ancho. El Great Western Railway (GWR) y el B&ER trabajaban en estrecha armonía (eran conocidas como las "Compañías asociadas"), formando un poderoso grupo de interés que respaldaba la vía de gran ancho en los ferrocarriles. Los partidarios de lo que pronto se convirtió en la "Compañía de Ferrocarriles de Plymouth, Devonport y Exeter" vieron que podrían disponer del apoyo financiero de las Compañías Asociadas, como así sucedió, sujeto a un capital sustancial (500.000 libras esterlinas) que también se recaudó localmente, y que cualquier trazado elegido en Plymouth sería adecuado para una extensión posterior del ferrocarril a Cornualles.
La elección de la terminal en Plymouth fue un asunto delicado, ya que las "Tres Ciudades" de Plymouth, Devonport y Stonehouse eran independientes y ferozmente celosas entre sí. Con Isambard Kingdom Brunel ahora asesorando a los promotores, se seleccionó una terminal en una ubicación neutral en Eldad, lejos del centro de cualquiera de las Tres Ciudades. Esta solución salomónica fue objeto de burla, siendo popularmente conocida la nueva estación como "No Place" (ningún lugar), hasta el punto de que una taberna con ese nombre en el 353 de North Road West en Eldad Hill existió durante mucho tiempo, y Gregory especula que se construyó anticipándose a la terminal en Eldad del Ferrocarril del Sur de Devon.
Se emitió un prospecto haciendo público la propuesta del trazado de la línea, que con algunos cambios de detalle, era similar al que existe actualmente. Se utilizaría la estación del B&ER en Exeter (St Davids), y la terminal occidental sería Eldad, con un ramal al puerto en Millbay. El nombre de la empresa se cambió a "South Devon Railway" y se presentó un proyecto de ley parlamentario en la sesión de 1844, que con poca oposición, obtuvo su Ley de autorización el 4 de julio de 1844. El capital social debía ser de 1.100.000 libras y las Compañías Asociadas acordaron suscribir las sumas siguientes:
- Ferrocarril del Gran Oeste: 150.000 £
- Ferrocarril de Bristol y Exeter: 200.000 £
- Ferrocarril de Bristol y Gloucester: 50.000 £.[1]

### Adopción del sistema atmosférico

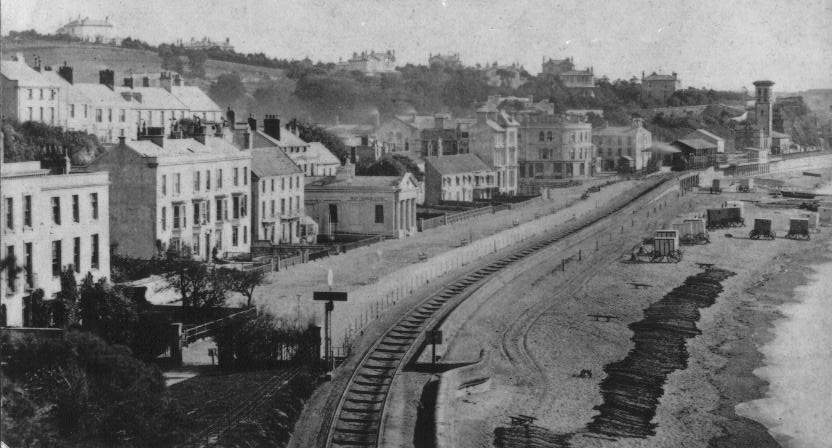
Dawlish en la década de 1870, con la estación y el edificio del bombeo atmosférico al fondo

Aunque la ruta debía seguir la costa desde Exeter hasta Newton (más tarde, esta localidad pasó a llamarse Newton Abbot), desde allí hasta Plymouth tendría que atravesar un terreno montañoso difícil con fuertes rampas y curvaturas reducidas, que suponían un gran desafío. Brunel había planeado la ruta para locomotoras en vía doble y, en mayo de 1844, declaró, en referencia al sistema atmosférico, que "No me han pedido que lo recomiende o no".
Sin embargo, Brunel estaba preocupado por la eficiencia de las locomotoras de vapor disponibles y se había interesado en la demostración de 1840 del sistema atmosférico en Wormwood Scrubs. El sistema se describe completamente en el artículo ferrocarril atmosférico y en la sección técnica que figura a continuación. Brevemente, se trata de una tubería colocada entre los carriles de rodadura, conectada con máquinas de vapor estacionarias ubicadas a intervalos de unas pocas millas en la línea, que expulsan el aire de la tubería formando un vacío parcial. Se coloca un carro de pistón en la cabeza de cada tren, que es arrastrado por el pistón que se desliza por el tubo. A su vez, el tubo está ranurado en la parte superior para permitir que pase el soporte del pistón, y un sello de cuero continuo evitaba la entrada no deseada de aire desde el exterior. Con un vacío parcial en la tubería por delante del pistón, la presión de la atmósfera detrás de él lo impulsaba hacia adelante, tirando del tren. El sello de cuero se abría mediante rodillos situados inmediatamente delante del soporte que lleva el pistón, y se cerraba inmediatamente detrás de él.
Jacob y Joseph Samuda habían obtenido una patente para el uso del sistema atmosférico en ferrocarriles, del que realizaron una demostración en Wormwood Scrubbs. Además, desde agosto de 1843 se habían realizado pruebas en el Ferrocarril Atmosférico de Dalkey. El sistema parecía ser una solución a las dificultades que debían afrontrarse en el Sur de Devon: era posible disponer de una mayor tracción, sin depender de la adherencia de las ruedas de acero, y evitando la necesidad de arrastrar el peso de una locomotora y de su combustible sobre las pendientes pronunciadas. Se afirmó que solo se necesitaría una sola línea (en lugar de la doble vía) para canalizar el tráfico mediante el sistema atmosférico; y que era posible superar las pendientes más pronunciadas y las curvas más cerradas en comparación con el funcionamiento de las locomotoras de vapor, ahorrando costos de construcción. De hecho, el desembolso de capital se reduciría en 67.000 libras, teniendo en cuenta el costo de construcción de las estaciones de bombeo, y los costos operativos anuales serían 8.000 libras más baratos.
El sistema se consideró en una reunión de la Junta celebrada el 5 de agosto de 1844 y unos días después, algunos de los directores visitaron Dalkey para evaluar el sistema en funcionamiento. El 19 de agosto la Junta resolvió adoptar el sistema. Gregory registra que:
"El presidente [Thomas Gill] admitió que al principio pensó que no era prudente usarlo, creyendo que no era adecuado para las circunstancias particulares de este vecindario, pero después de presenciar el Ferrocarril de Dublín & Dalkey en funcionamiento, sus prejuicios desaparecieron por completo".
La decisión de los directores se presentó a la primera reunión de accionistas el 28 de agosto de 1844. Un accionista señaló que la línea de Dalkey tenía menos de 2 millas (3 km) de longitud, mientras que la del Sur de Devon tenía 50 millas; pero "Brunel respondió que esto había sido cuidadosamente considerado y que si no hubieran estado convencidos de que podría aplicarse tanto a 50 millas (80,5 km) como a 1+3/4 de milla (2,8 km), los directores no lo habrían recomendado".
Se plantearon preguntas sobre el cruce de trenes (es decir, pasar trenes opuestos en la línea única en los puntos de cruce) y la velocidad; "Brunel, al tratar el primer punto, respondió que no causaría ningún problema, y el presidente agregó que si bien 45 millas por hora (72,4 km/h) era la velocidad normal de viaje en la línea de Dalkey, no dudaba de que serían posibles velocidades mucho más altas en los tramos más largos de esta línea".
El sistema atmosférico fue adoptado durante la reunión sin mayor oposición.
Brunel había enfatizado los costos de capital y de trabajo más bajos del sistema, siendo este último 8.000 libras por año más barato, afirmó, que la operación de la locomotora.
Daniel Gooch, el ingeniero de locomotoras de Brunel, dijo: "No podía entender cómo el Sr. Brunel podía estar tan engañado. Tenía tanta fe en poder mejorarlo que cerró los ojos ante las consecuencias del fracaso".
Brunel estaba tan convencido, que afirmó: "No dudo en asumir la responsabilidad total y absoluta de recomendar la adopción del sistema atmosférico en el Ferrocarril del Sur de Devon, y de recomendar como consecuencia que la línea y las obras se construyan para vía única solamente".
Y ante el Comité Especial del 4 de abril de 1845, cuando se le preguntó sobre la capacidad del sistema para llevar trenes sobre las fuertes pendientes al oeste de Newton, indicó que "Propongo disponer de tuberías de diferentes tamaños, o posiblemente utilizar tuberías dobles".

## Comienzo de la construcción
Una vez otorgada la autorización y aprobado el sistema atmosférico, pronto se inició la construcción: la línea sería de gran ancho y de vía única. Los puentes inferiores de arcos de ladrillo se redujeron en un anillo; el gálibo de los puentes elevados sobre el ferrocarril se redujo en 18 pulgadas (457 mm), y los rieles debían ser de 50 lb/yd (24,8 kg/m) en lugar de los de 70 (34,7 kg/m) inicialmente planificados.
Todavía eran los primeros días para la contratación de grandes proyectos de construcción, y probablemente por esta razón se inició primero el tramo de Exeter a Newton. En algo menos de la mitad de la longitud total de la línea, y generalmente cerca del nivel del mar, aquí era sin duda donde se localizaba el trabajo más sencillo, aunque se presentaron algunos desafíos de ingeniería: el principal de ellos fue tender la línea al pie de los escarpados acantilados existentes alrededor de Teignmouth. Solo esto involucró una vasta operación de corte de rocas mediante voladuras, así como seis túneles y dos "tramos cubiertos", y una extensa protección mediante diques. Además, se requería un puente de madera de ocho vanos sobre el río Exe inmediatamente al sur de la estación de St David's, y un viaducto de 62 arcos en St Thomas.

### Primera apertura con locomotoras
En marzo de 1846, la línea entre Exeter y Teignmouth estaba sustancialmente completa, excepto por la colocación de la tubería para la tracción atmosférica. Con el fin de generar algunos ingresos, los directores decidieron abrir esta sección utilizando locomotoras. Se alquilaron dos locomotoras 2-2-2 del GWR a un precio de alquiler de 1 chelín y 4 peniques por milla de tren; las locomotoras se llamaron Exe y Teign. El servicio de pasajeros comenzó el fin de semana del sábado de Pentecostés, 30 de mayo de 1846, y un gran número de personas utilizó el tren. El lunes de Pentecostés se transportaron 1500 pasajeros en el tren de la mañana, en 21 vagones. Las estaciones intermedias estaban en St Thomas, Starcross y Dawlish.
Hubo un retraso en la extensión a Newton. Sin embargo, un tren de prueba pudo circular hasta allí el 22 de diciembre de 1846 y el 31 de diciembre de 1846 comenzó el servicio de pasajeros a Newton. El primer tren fue arrastrado por la locomotora "Antelope" de la clase Sun. El servicio normal era de seis trenes en cada sentido todos los días, con tres los domingos, todos remolcados por locomotoras: las tuberías atmosféricas aún no estaban disponibles.

### El sistema atmosférico en uso
Las fechas del primer recorrido son inconsistentes entre los comentaristas, pero es posible discernir la secuencia probable.
El 25 de febrero de 1847 se entregó el primer coche con pistones en Exeter, y a las 6 de la tarde de ese día se llevó hasta Turf para limpiar la suciedad y el agua de la tubería.
Después de esto hubo viajes a Turf casi todos los días.
Sekon registra que, "El primer experimento del sistema atmosférico en la línea de South Devon se realizó el 26 de febrero de 1847, cuando un tren de dos vagones iba de Exeter a Turf y viceversa, en cuya ocasión el Sr. Brunel dijo que todo lo sucedido le había producido plena satisfacción."
Después de varios meses, el primer tren que implicó la generación de ingresos se puso en marcha en el sistema:

El 18 de agosto, un tren de mercancías de once vagones, con un peso de 120 toneladas largas (122 t), recorrió la distancia de 8+1/4 de milla (13,3 km) entre Exeter y Starcross en 15 minutos. El 8 de septiembre de 1847, además del servicio habitual de trenes tirados por locomotoras, comenzaron a circular cuatro más, propulsados por el sistema atmosférico. Este fue el primer uso público del sistema en el Ferrocarril del Sur de Devon. Aunque la línea se abrió hasta Newton Abbot, entre esa estación y Teignmouth se emplearon locomotoras, pero el vagón de pistones en el tren de bajada siguió hasta Newton, donde fue retirado con los vagones superfluos y colocado en una línea conveniente para ser unido al tren ascendente cuando fuese necesario, de modo que, al llegar a Teignmouth, donde se retiró la locomotora, el vagón equipado con el pistón puso en marcha el tren cuando se le dio la señal.

Los escritores posteriores afirman diferentes fechas para estos eventos clave. Gregory, escribiendo en 1982, dice que el primer recorrido experimental a Turf fue el 25 de febrero de 1847; y señala que fue el "16 de agosto cuando el primer tren atmosférico llegó a [Teignmouth]". "A principios de septiembre, un tren de mercancías diario circuló regularmente mediante el funcionamiento atmosférico y el gran día en que el público pudo probarlo por primera vez [es decir, el inicio de la operación del tren de pasajeros atmosférico] fue el lunes 13 de septiembre [1847]". "El 17 de diciembre... algunos trenes de servicio trabajaron por primera vez con este método hasta Newton... y el 23 de febrero [1848] se completó el cambio [a la operación atmosférica total]".
El sistema atmosférico se utilizó por primera vez en trenes que generaban ingresos a principios de septiembre de 1847 para los trenes de mercancías, y el primer tren de pasajeros atmosférico funcionó el 13 de septiembre de 1847, entre Exeter y Teignmouth. Dos viajes de ida y vuelta diarios ahora operaban en el sistema y el servicio de trenes se transfirió progresivamente al sistema atmosférico. Así, el 23 de febrero de 1848, todo el servicio de trenes se operó con el sistema atmosférico.
Los trenes funcionaron bien, y se agradeció la ausencia de ruido y humo de las locomotoras. En el período comprendido desde el inicio de la operación atmosférica hasta el 18 de enero de 1848, circularon 884 trenes, de los cuales 790 habían llegado a tiempo o antes; y solo 10 trenes habían perdido más de diez minutos en el recorrido. Sin embargo, el 18 de enero fue un día de fuertes heladas, lo que impidió que la válvula sellara bien, y ningún tren pudo operar hasta por la tarde.
Las pruebas continuaron y se encontró que un tren de 28 toneladas largas (28,4 t) podía circular a una velocidad promedio de 64 mph (103 km/h) en un tramo de 3 millas (4,8 km). Sin embargo, con un tren de 100 toneladas largas (102 t), se alcanzaba un máximo de solo 35 mph (56,3 km/h).
En agosto de 1847 se supo que Brunel aún no había encargado la maquinaria de la casa de motores para la línea más allá de Newton. Originalmente había especificado un tubo de 13 pulgadas (33,0 cm) de diámetro y motores de 41+1/2 HP (42,1 CV). Preocupado por la capacidad de tracción, Brunel había ampliado el tubo hasta 15 pulgadas (38,1 cm) de diámetro, y "la maquinaria estaba claramente sujeta a fuertes pérdidas incluso en la sección nivelada para todos los trenes, excepto para los más ligeros". Había decidido usar una tubería de 22 pulgadas (55,9 cm) de diámetro en las fuertes rampas situdas al oeste de Newton y deseaba acumular tanta experiencia como fuera posible antes de comprometerse. Más tarde se especificó que los motores debían rendir 68 HP (68,9 CV).
El sistema atmosférico se amplió hasta Newton el 10 de enero de 1848.
Los costos operativos fueron sustancialmente más altos de lo previsto. Este fue particularmente el caso del combustible para los motores estacionarios, y la atención diaria a los tubos y la junta de sellado. A pesar de los ingresos boyantes, los costos operativos habían aumentado hasta alcanzar el 110% de los ingresos, y el costo de la sección atmosférica fue de 3 s 1½ d por milla, en comparación con los 2 s 6 d en las secciones remolcadas por locomotoras. En los seis meses transcurridos hasta el 30 de junio de 1848, la empresa registró unas pérdidas netas de 2.487 libras esterlinas.

### Detalles técnicos del sistema atmosférico
En el centro de la vía se colocaba la tubería atmosférica, cuya sección transversal no era un círculo completo, porque disponía de una ranura continua en la parte superior para pasar el soporte del pistón.
El 21 de octubre de 1844 se publicó una especificación para las tuberías atmosféricas: debían tener un diámetro interno de 13 pulgadas (330 mm) y

los tubos deben de ser perfectamente rectos y sus diámetros interiores lisos y cilíndricos. Se suministrarán dos calibres: un diámetro de 327 mm y un diámetro de 332 mm. El más pequeño debe pasar por cada tubería, y las tuberías serán rechazadas como demasiado grandes, si pasa la más grande.

Se iba a usar una tubería de 13 pulgadas (330 mm) entre Exeter y Newton, y generalmente se especificaba un diámetro de 15 pulgadas (381 mm) al oeste de allí, pero con 22 pulgadas (559 mm) en las rampas. Brunel propuso un pistón expansible para que los trenes pudieran pasar de unas tuberías a otras. En el verano de 1845, George Hennet había suministrado 685 toneladas largas (696 t; 767,2 ST) de tubería de 15 pulgadas (381 mm) de diámetro (para 4,8 km), pero Brunel decidió que 13 pulgadas (330 mm) era inadecuado y que 15 pulgadas (381 mm) debería ser el diámetro mínimo.
La ranura estaba sellada mediante una válvula de cuero longitudinal, que era levantada por unos rodillos en el carro del pistón a medida que circulaba el vagón, para dejar pasar el soporte del pistón. Los hermanos Samuda fueron contratados para suministrar este dispositivo.
El sistema ferroviario de Londres y Croydon empleó una cubierta de metal sobre la válvula de cuero, pero no se usó en la línea del Ferrocarril del Sur de Devon.
Las máquinas de vapor estacionarias eran motores verticales de 40 HP (29,8 kW) que operaban en parejas. Se proporcionaron motores auxiliares de 12 HP (8,9 kW) en cada casa de máquinas para el bombeo de agua y otros fines. Las casas de máquinas estaban ubicadas a intervalos de aproximadamente 3 millas (4,8 km) y tenían una chimenea de estilo italiano. Las primeras cuatro en Starcross se construyeron en piedra arenisca roja y las casas posteriores en piedra caliza gris. El bombeo estaba destinado a crear un vacío de 15 pulgadas (381 mm) de mercurio, pero las fugas en las válvulas obligó a crear un mayor grado de vacío, generándose 20 pulgadas (508 mm) en la bomba para disponer de un vacío adecuado en el extremo más alejado de la sección de la tubería.
El coche equipado con el pistón parece haber sido un furgón cubierto. El pistón estaba suspendido de un soporte situado debajo del coche mediante una viga larga de 20 pies (6,1 m), con un contrapeso para mantener el equilibrio. Se podía subir y bajar, de modo que en las áreas de la estación se podía levantar sin obstáculos. No era posible pasar el tubo a través de los desvíos. En algunas estaciones, se habilitó una tubería auxiliar de 8 pulgadas (203 mm) al costado de la vía, desde la que se podía remolcar el tren con una soga, pero en muchos casos es probable que se usaran caballos para las maniobras de los trenes, y la fuerza humana para mover vehículos individuales.
Al final de las secciones de tubería había una válvula de cierre de metal para mantener el vacío a medida que se acercaba el tren. Un mecanismo de liberación automática usaba la presión de aire por delante del pistón después de haber pasado la tubería principal a la casa del motor para abrir la válvula. Cuando las casas de máquinas estaban ubicadas entre estaciones, Kay afirma que el carro del pistón pasaba de una sección de tubería a la siguiente a toda velocidad, aunque no está claro cómo se abría la válvula de cierre en la tubería delantera.
Brunel desarrolló un sistema para su uso en pasos a nivel. Una aleta de metal yacía sobre la tubería para que los vehículos con ruedas pudieran cruzar, pero cuando la tubería se vaciaba de aire, un pistón hacía que la aleta se retirara del soporte del pistón.
El bombeo para evacuar el aire de la tubería comenzaba entre 5 y 8 minutos antes de la hora prevista para la entrada de un tren en el tramo de tubería en cuestión. Durante mucho tiempo no hubo comunicación por telégrafo eléctrico, por lo que el vaciado tenía que comenzar antes de la hora prevista de entrada. En caso de que un tren se retrasara, esto significaba que se había desperdiciado la operación de bombeo. El telégrafo se puso en servicio el 2 de agosto de 1847, y Brunel había retrasado inexplicablemente su instalación, e incluso entonces no permitió su uso por la noche.
Era posible conectar dos secciones de tubería consecutivas, de forma que una sola casa de máquinas era capaz de vaciar el aire de ambas, lo que podía hacerse en caso de que un motor no funcionara temporalmente.

### Serias dudas y abandono
A lo largo de las primeras etapas de la existencia de la compañía, hubo dudas sobre el sistema atmosférico, y las personas que habían mostrado estas dudas a menudo eran las más vociferantes cuando se informaba de algún contratiempo o fracaso, haciéndose eco de la alarmante noticia de que el 4 de mayo de 1847 el Ferrocarril de Londres y Croydon había decidido abandonar el sistema atmosférico en su línea por problemas técnicos insalvables.
El escepticismo tomó forma efectiva en la junta de accionistas de agosto de 1847. Promovida el día anterior por una delegación encabezada por George Hudson, las dudas dieron como resultado una resolución para paralizar las inversiones al oeste de Totnes hasta después de la junta siguiente. De hecho, en esa reunión de febrero de 1848, Brunel se mostró evasivo sobre la experiencia con el sistema, y el 28 de marzo de 1848 la Junta le ordenó suspender el trabajo en los motores al oeste de Totnes. Poco después, el 20 de junio, le dijeron que se deshiciera de esos motores por completo.
Gradualmente, durante el verano, las opiniones de los miembros de la Junta y, en última instancia, de Brunel, cambiaron en contra del sistema atmosférico. En una reunión de la Junta celebrada los días 28 y 29 de agosto, Brunel sugirió que Samuda (que todavía tenía obligaciones contractuales para garantizar el funcionamiento efectivo del sistema) podría no ser capaz de arreglar las cosas y, al final del segundo día, la Junta había decidido rescindir el contrato. La junta de accionistas tuvo lugar el 29 de agosto de 1848 y ahora parecía que todo el mundo estaba en contra del tren atmosférico, y una tormentosa asamblea aprobó por unanimidad la suspensión del uso del sistema.
De hecho, la decisión fue suspender las operaciones hasta que Samuda pusiera el sistema en funcionamiento, pero era obvio que no estaba en condiciones de hacerlo, y el último tren atmosférico fue un cargamento que llegó a Exeter a las 12:30 de la madrugada del domingo 10 de septiembre de 1848.
El sistema atmosférico había llegado a su fin en el Ferrocarril del Sur de Devon. Las casas de máquinas atmosféricas se cerraron y nunca volvieron a funcionar. Se habían gastado 433.991 libras esterlinas en equipos en el sistema atmosférico, y la empresa no tenía locomotoras y tampoco podía permitirse comprar ninguna. Además, se estaba construyendo la línea con una sola vía apoyándose en el sistema atmosférico para obviar la doble vía, y todavía se tenía que completar la construcción de las vías hasta Torquay y Plymouth.

## Finalización hasta Plymouth

### Construcción de Newton a Laira
La línea de Newton a Totnes se abrió al tráfico de pasajeros el 20 de julio de 1847 y para trenes de mercancías el 6 de diciembre de 1847. El sistema atmosférico todavía estaba en funcionamiento hasta Newton, y más allá se utilizaba el transporte con locomotoras. Brunel siguió adelante con la sección de Totnes a Plymouth, y esto incluía más estructuras de ingeniería que las secciones anteriores. El 27 de abril de 1848 se realizó una prueba en una estación temporal conocida como Laira (en Laira Green, en las afueras de Plymouth) y el inspector de la Junta de Comercio, Capitán Symons, visitó el 29 de abril. Obtenida la autorización, la línea se inauguró el 5 de mayo de 1848. El tráfico de mercancías no comenzó hasta el 13 de septiembre de 1848.
Laira estaba bastante lejos de Plymouth. El Ferrocarril de Plymouth y Dartmoor (P&DR) coincidía allí con el SDR, y a discurría junto al  río Plym hasta los muelles cercanos al puente de Laira. Era un primitivo tranvía tirado por caballos que se utilizaba para bajar granito a la orilla del río desde cerca de Princetown, aunque su volumen de tráfico había disminuido considerablemente. El SDR había obtenido la autorización parlamentaria para comprar esta sección del P&DR, sujeto a los términos acordados con los propietarios, pero las negociaciones fueron frustrantemente lentas.
El SDR comenzó a tender su nueva línea principal en el curso del P&DR en Laira sin acuerdo, y los propietarios del P&DR respondieron depositando grandes bloques de granito sobre el tendido ferroviario, bloqueando al SDR.
La estación de Laira estaba inmediatamente en el lado de Exeter del cruce de Laira, en el puente de peaje.
La única estación intermedia estaba en Wrangaton (más tarde rebautizada como Kingsbridge Road), pero poco después se abrieron estaciones adicionales en Brent, Ivybridge y Plympton, y en 1852 Cornwood también recibió una estación. Se colocó vía doble en Rattery Bank, y de Hemerdon a Laira Green.

### Laira Green a Plymouth y Devonport

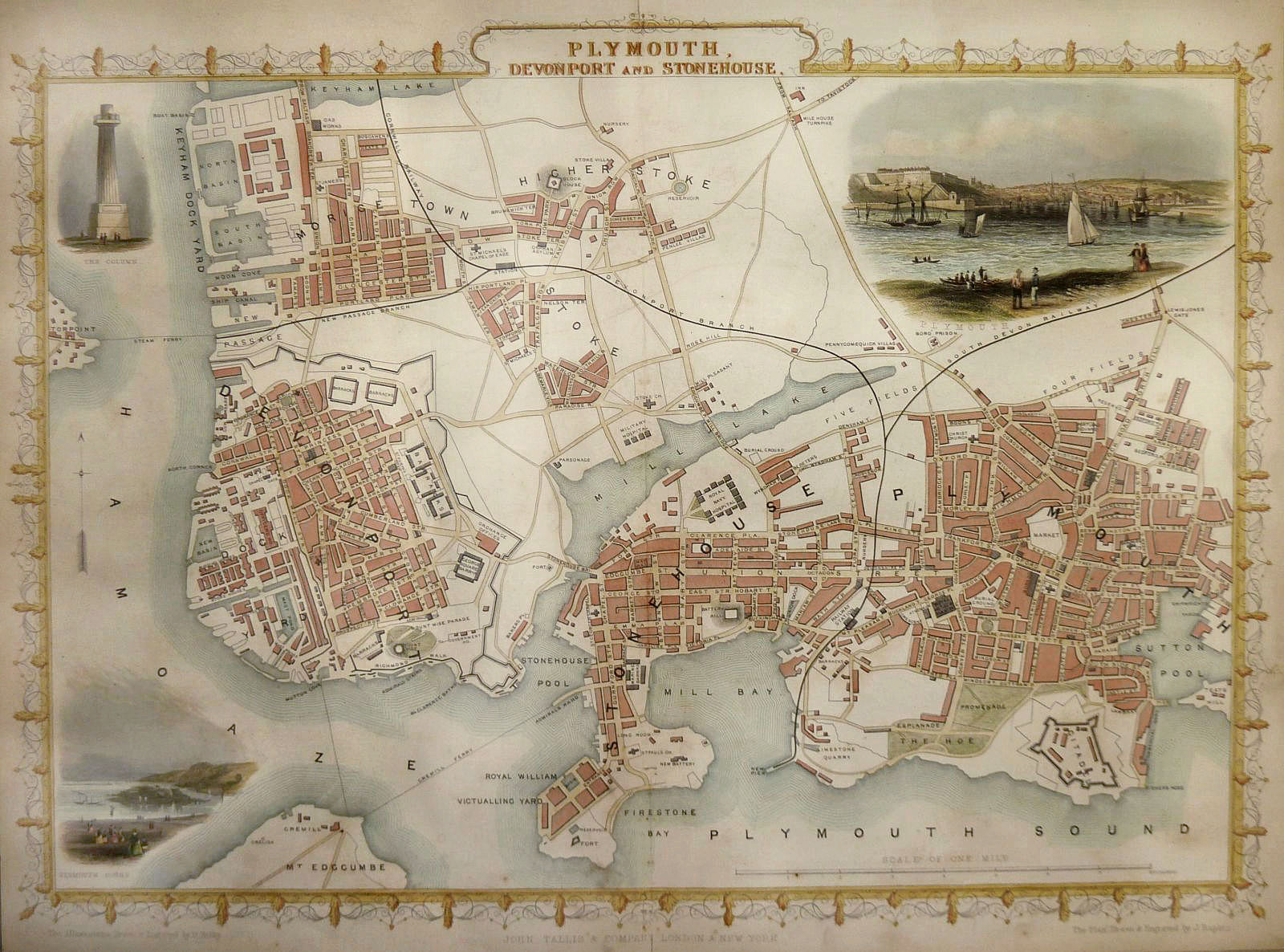
Mapa de 1854 de Plymouth y Devonport, que muestra el ramal del New Passage, que de hecho no se construyó

Finalmente se zanjaron las diferencias con los propietarios del P&DR y se pudo realizar la apertura del ferrocarril a Plymouth. La terminal original de Eldad había sido omitida por la Ley de 1846 y, en su lugar, se adoptó una terminal en Plymouth en Millbay. Había una intensa rivalidad entre las Tres Ciudades de Plymouth, Devonport y East Stonehouse en ese momento, y la modificación suscitó la susceptible reacción de los habitantes de las otras dos localidades rivales. En un intento de apaciguar la oposición de la opinión pública en Devonport, se propuso un ramal a New Passage (en Tamar), con una estación en Devonport cerca de Albert Road. El ramal se construyó hasta la estación de Devonport con el cruce formado allí, pero no se extendió hasta New Passage. El ramal de Devonport fue transferido al Ferrocarril de Cornwall por los poderes concedidos por una ley aprobada en la sesión de 1847, y posteriormente se integraría en la parte este de la línea principal.
La apertura al público de la extensión a "Plymouth" (a la estación más tarde llamada Millbay) tuvo lugar el 2 de abril de 1849. El tráfico de mercancías comenzó el 1 de mayo de 1849.

## Ramales construidos por la empresa del Ferrocarril del Sur de Devon y sus aliados

### Torquay y el ramal de Kingswear
La compañía había decidido construir un ramal hacia Torquay, y en 1846 obtuvo poderes parlamentarios para construir la línea hasta "cierto campo en la parroquia de Tormoham, que era lo más cerca que la Cámara de los Lores les permitiría llegar hacia Torquay". Esa línea se abrió desde Newton (Abbot) a una estación en Torquay el 18 de diciembre de 1848. Los poderes para una extensión a una ubicación más céntrica en Torquay y a Brixham se aseguraron en la Ley del Ferrocarril del Sur de Devon aprobada en 1847, pero la compañía no llegó a construir este tramo, y finalmente fue realizado por una compañía independiente (el Ferrocarril de Dartmouth y Torbay, abreviado como D&TR), en virtud de los poderes obtenidos en 1857.
Se abrió desde la estación del SDR en Torquay hasta Paignton el 2 de agosto de 1859, con una estación más en Torquay. La estación del SDR en Torquay pasó a llamarse Torre el mismo día, y el SDR explotó el nuevo tramo, que incorporó en su corto recorrido un número excepcional de estructuras de ingeniería. En Newton, el ramal corría junto a la línea principal durante una milla hasta Aller. La línea se amplió aún más hasta Brixham Road (más tarde rebautizada como Churston) el 14 de marzo de 1861. Ambas aperturas fueron solo para pasajeros, el tráfico de mercancías comenzó entre Torre y Brixham Road el 1 de abril de 1861.
En esta etapa, el D&TR contemplaba cruzar el río Dart en Greenway para llegar a Dartmouth, pero el proyecto fracasó debido a la oposición de un terrateniente. Después de uanserie de retrasos, se completó la línea desde Brixham Road hasta Kingswear el 16 de agosto de 1864, y la compañía dispuso un ferry que conectaba Dartmouth con la estación de Kingswear. El tráfico de mercancías no comenzó a funcionar hasta el 2 de abril de 1866.
El SDR trabajó en toda la línea y la arrendó a perpetuidad a partir del 1 de enero de 1866. La Dartmouth and Torbay Railway Company por entonces ya solo existía como una entidad financiera, y fue absorbida en 1872.

### Muelles en Plymouth
En 1850, el Ferrocarril del Sur de Devon dispuso una conexión en Millbay con las vías tendidas a lo largo del dique de la Plymouth Great Western Dock Company, una empresa que estaba ampliando y mejorando el muelle de Millbay.
El propio SDR estaba construyendo un ramal desde Laira hasta el puerto de Sutton, que se inauguró en mayo de 1853. Al principio el trazado solo permitía la tracción mediante caballos, y la línea se formó mediante la remodelación del extremo suroeste de la línea del Ferrocarril de Plymouth y Dartmoor. El ramal estuvo cerrado desde mayo de 1856 hasta octubre de 1857, tiempo durante el cual se realineó para suavizar algunas curvas muy pronunciadas. A partir de abril de 1869 ya se utilizaron locomotoras.

### Ferrocarril de Cornualles
El Ferrocarril de Cornwall abrió su línea de vía de gran ancho el 4 de mayo de 1859, desde Cornwall Junction, a poca distancia al norte de la estación Plymouth del Ferrocarril del Sur de Devon. Los trenes del Ferrocarril de Cornwall utilizaron la estación, que se amplió para manejar el tráfico adicional. La estación permaneció simplemente con el nombre de "Plymouth" hasta que pasó a llamarse "Plymouth Millbay" el 1 de mayo de 1877).

### Tavistock y luego Launceston
Tavistock era una ciudad importante que se encontraba al norte de Plymouth, y después de considerables luchas parlamentarias, el Ferrocarril del Sur de Devon y Tavistock fue autorizado en la sesión del Parlamento de 1854 para construir su línea de vía ancha desde un cruce al este de Laira hasta Tavistock. La línea se abrió el 22 de junio de 1859, siendo arrendada y explotada por el Ferrocarril del Sur de Devon, que procedió a la adquisición del trazado en julio de 1865.
La guerra del ancho de vía supuso el enfrentamiento por la posesión del acceso a distintos territorios entre empresas ferroviarias que utilizaban la vía ancha y la vía de menor ancho respectivamente. El SDR utilizaba la vía ancha de Brunel, y en consecuencia, se alió con (e intercambió tráfico con) otras líneas del mismo ancho. En 1861, las compañías con vías de menor anchura buscaron penetrar en el norte de Devon y el norte de Cornualles, y como medida defensiva, el SDR promovió una extensión de la línea de Tavistock a Launceston. Esto se hizo a través de una compañía separada, el Ferrocarril del Sur de Devon y Launceston, que obtuvo la autorización parlamentaria en 1862. La línea se abrió para el tráfico de pasajeros el 1 de julio de 1865 y para mercancías en octubre de 1865. Fue operada por la SDR y absorbida por ella a finales de 1873.
Como la línea se promovió como algo obvio para intentar frustrar las intenciones de las compañías rivales de ancho estándar estándar de llevar sus vías hasta el suroeste de Inglaterra, el Parlamento insertó una cláusula en la Ley de Launceston que exigía que también se montaran rieles de vía estándar si así lo solicitaba una empresa de conexión, y si así lo ordenase la Junta de Comercio. Más adelante, esto permitió que los trenes del Ferrocarril de Londres y del Suroeste llegaran a Plymouth a través de las líneas del Ferrocarril del Sur de Devon.

### Moretonhampstead
También fomentado como una medida táctica para frustrar la incursión de las compañías con vías de menor ancho, se promocionó localmente el Ferrocarril de Moretonhampstead y del Sur de Devon, del que el Ferrocarril del Sur de Devon suscribió 500 libras del capital de 105.000 libras. La línea, abierta el 4 de julio de 1866, tenía 12 millas (19 km) de largo y subía constantemente desde Newton (Abbot) hasta Moretonhampstead, subiendo 550 pies (168 m) en el viaje a través de Teigngrace y Bovey.

### Brixham
El Ferrocarril de Torbay y Brixham se construyó de forma independiente y casi exclusivamente gracias a los esfuerzos del propietario local del puerto pesquero, R. W. Wolston. La línea se abrió el 28 de febrero de 1868 entre la estación de Brixham Road, en la línea ferroviaria de Dartmouth y Torbay, hasta Brixham. La estación de Brixham Road pasó a llamarse Churston el mismo día. La línea fue operada por el SDR hasta 1876, cuando una disputa sobre los cargos y la comisión llevó a la pequeña empresa a operar su propia línea durante un tiempo. En 1883, la línea se vendió al Great Western Railway por 12.000 libras esterlinas.

### Buckfastleigh
El Ferrocarril de Buckfastleigh, Totnes y del Sur de Devon se fundó en 1863, siendo autorizado para tender su línea propuesta a Ashburton en 1864. Se abrió entre Totnes y Ashburton el 1 de mayo de 1872 y agregó una rama a Totnes Quay el 10 de noviembre de 1873. Al principio se trabajó el ramal de Totnes Quay a caballo, estando prohibida toda tracción mecánica, pero esta regla fue suprimida, y se empezaron a utilizar locomotoras hasta el paso a nivel a partir del 24 de agosto de 1874.

### Cuenca de la ciudad de Exeter
El Ferrocarril del Sur de Devon agregó un ramal hacia el muelle del canal de Exeter en la cuenca de la ciudad el 17 de julio de 1867.

## Progreso de 1849 a 1876

### Capacidad de las líneas
En 1849, la empresa había completado su línea principal a Plymouth y el ramal de Torquay. Había formado una alianza con el Ferrocarril de Bristol y Exeter y con el Great Western Railway, y otra compañía con la que se mantenían buenas relaciones, el Ferrocarril de Cornualles, estaba construyendo su línea principal. En consecuencia, el SDR formaba parte de una red de vía ancha que conectaba Devon, y pronto Cornualles, con Bristol y Londres. Sin embargo, su línea principal era de vía única, tenía rampas pronunciadas y había gastado sus recursos financieros en el fallido sistema atmosférico, y muy pronto la demanda en rápido aumento se convirtió en el problema dominante.
En el verano de 1850, la línea se vio abrumada por la oferta de tráfico, y algunos trenes tardaron seis horas en ir de Plymouth a Exeter debido a la congestión. La configuración de los puntos de cruce pudo haber sido en gran parte responsable de la situación. Se comenzó a mejorar la capacidad de la línea con la duplicación de vía en la línea de Aller a Totnes, que incluía la exigente subida a la divisoria de Dainton. Desde Newton a Aller, el ramal de Torquay había corrido paralelo a la línea principal, y las dos vías simples se convirtieron en una línea doble, y se formó un nuevo cruce en Aller. La vía doble se puso en uso el 29 de enero de 1855. En el mismo período, se realizaron mejoras en el diseño de los lugares de cruce en Dawlish, Teignmouth y Kingsbridge Road, y en Totnes, este trabajo se completó en 1856, y en agosto de 1856 el presidente anunció que no estaba previsto duplicar más tramos de la ruta.
La compañía buscó poderes para ampliar algunas secciones restantes en la sesión parlamentaria de 1859, y en el período hasta 1865, la línea se duplicó desde el extremo oeste del puente Exe en Exeter hasta Starcross, y desde el extremo oeste de Teignmouth hasta Newton.
Se llevó a cabo una serie adicional de mejoras de capacidad entre 1874 y 1875, cuando se colocó una tercera vía de Newton a Aller, restaurando el acceso independiente al ramal de Torquay; y la vía entre Starcross y Dawlish se duplicó.

### Mejoras en las estaciones
Tras la finalización de la línea principal, se abrieron nuevas estaciones en Exminster y Cornwood en 1852.
La estación de Plymouth, en Millbay, fue diseñada como una terminal simple para el Ferrocarril del Sur de Devon. Cuando el Ferrocarril de Cornualles estaba a punto de completarse, la estación de Plymouth se amplió para acomodar el tráfico de esa empresa, y se acordó una distribución del capital y los costos de explotación. La ampliación estaba lista para la apertura de la línea de Cornualles el 4 de mayo de 1859, pero la línea de Tavistock y South Devon ya estaba casi terminada y traería más tráfico a Plymouth. Se realizaron otras mejoras extensas y se completaron sustancialmente en 1863.

## Fusión y situación posterior
La empresa se fusionó con el Great Western Railway (GWR) el 1 de febrero de 1876. El desarrollo posterior del sistema del SDR se resume a continuación.
Poco después de la fusión, el Ferrocarril de Londres y del Suroeste (LSWR) llegó a Plymouth y se abrió una estación conjunta en North Road. El LSWR había deseado durante mucho tiempo llegar a Devon y Cornualles, pero sus primeras aspiraciones se vieron frustradas y no fue hasta 1860 cuando llegó a Exeter. Extensiones graduales, en algunos casos usando promotores nominalmente independientes, permitieron su llegada a Lidford (escrito Lydford desde 1897) el 12 de octubre de 1874. El Ferrocarril de Launceston y del Sur de Devon había sido absorbido por el Ferrocarril del Sur de Devon en 1869, pero según los términos de la Ley de autorización del L&SDR, se requería colocar rieles para las vías de menor ancho cuando lo solicitase cualquier línea de conexión de cualquier compañía con vías de menor ancho. En consecuencia, el SDR tuvo que colocar un tercer riel, formando una vía de ancho mixto desde Lidford a Plymouth, para permitir que los trenes del LSWR pasaran por la línea. Sin embargo, el SDR logró retrasar el funcionamiento efectivo de los trenes del LSWR a Plymouth hasta el 17 de mayo de 1876.
El ancho de vía en todas las líneas restantes acabó siendo convertido al ancho de vía estándar 4 pies 8,5 plg (1435 mm) el 21 de mayo de 1892. Con anterioridad, la línea de Tavistock Junction a North Road en Plymouth había sido de ancho mixto para permitir que los trenes del Ferrocarril de Londres y del Suroeste viajaran por las vías de vía ancha. Del mismo modo, se habían adoptado tres carriles en una de las dos vías desde Exeter hasta City Basin. La conversión al ancho de vía estándar para toda la sección de Exeter a Plymouth se llevó a cabo después de que el último tren de vía ancha que se dirigió a Plymouth el viernes 20 de mayo regresara vacío al depósito de Swindon (donde fue desguazado de inmediato). La obra quedó finalizada y lista para la puesta en marcha del primer tren de ancho estándar el lunes 23 de mayo.
El GWR había tomado posesión de una línea principal concurrida que aún incluía secciones en vía única desde Dawlish hasta Old Quay más allá de la estación de Teignmouth, y desde la divisoria de Rattery hasta Hemerdon. En julio de 1884, la sección desde el extremo oeste del túnel de Parson hasta Teignmouth Old Quay era de doble vía, lo que implicó la apertura del túnel de East Cliff en Teignmouth con una longitud de 320 yardas (292,6 m). La siguiente sección que se abordó desde Rattery hasta Hemerdon fue más compleja, e involucró cinco grandes viaductos nuevos de mampostería, así como el Túnel de Marley. La vía doble se abrió por etapas progresivamente en 1893, completándose el 19 de noviembre de 1893. Esto dejó una sección corta en vía única a través de cinco túneles al oeste de Dawlish, que se retomó a partir de 1902, y se completó e inauguró el 1 de octubre de 1905.
El Great Western Railway fue nacionalizado el 1 de enero de 1948. A partir de esa fecha, el antiguo Ferrocarril del Sur de Devon pasó a ser responsabilidad de British Railways, formando parte de la Región Oeste.

## Ruta
Después de salir de la antigua estación del Ferrocarril de Brístol y Exeter en Exeter St Davids, la línea cruza el río Exe y luego pasa por el margen sur de Exeter mediante un viaducto de sillería. Una vez a campo abierto, sigue el curso del río Exe hacia el sur, hasta alcanzar Dawlish Warren, pasando al borde de los acantilados rocosos a través de una serie de túneles cortos y del túnel de Parson más largo, hasta llegar a Teignmouth. Aquí, girando hacia el oeste, sigue la orilla norte del río Teign hasta Newton Abbot, donde se encontraban los talleres de la empresa.
Más allá de Newton Abbot, la línea principal sube una rampa sostenida de 1 en 36 (2,78 %) a lo largo de 2 millas (3,2 km) hasta alcanzar la divisoria en el túnel de Dainton, y luego desciende a lo largo de 4 millas (6,4 km) con pendientes casi tan pronunciadas para cruzar el río Dart en Totnes. Luego sube abruptamente de nuevo con pendientes de hasta 1 en 47 (2,13 %) a lo largo de 3 millas (4,8 km) hasta otra divisoria situada en Rattery, para a continuación emprender una subida moderadamente empinada con una longitud de 6 millas (9,7 km) hasta alcanzar Wrangaton. A partir de ahí, desciende a lo largo de 6 millas (9,7 km) con pendientes moderadamente empinadas hasta Hemerdon, y allí desciende con una pendiente de 1 en 42 (2,38 %) durante 2 millas (3,2 km) hasta Plympton. Desde allí, la línea sigue la orilla norte del río Plym, pasa por un túnel cerca de Mutley y llega a la actual estación de Plymouth. Más adelante, se convierte en un tramo corto de la línea principal a Cornualles a partir de la línea principal original, después de lo cual la línea gira hacia el sur hasta su terminación original en Millbay, aunque este último tramo ya no existe.
El ramal de Torquay diverge de la línea principal un poco al suroeste de Newton Abbot, en Aller Junction, y sube a la Estación de Torre en lo alto del límite noroeste de Torquay.

## Estaciones de pasajeros
Las estaciones abiertas después de que el SDR fuera absorbido por el GWR en 1876 se muestran en cursiva.
Exeter a Plymouth
- Exeter St Davids - Estación del Ferrocarril de Brístol y Exeter utilizada por acuerdo mutuo
- St Thomas (Exeter) - renombrada St Thomas en abril de 1853; rebautizada como Exeter St Thomas en mayo de 1897
- Exminster - inaugurada a finales de agosto de 1852; cerrada el 30 de marzo de 1964
- Starcross
- Warren Halt; abrió el 1 de julio de 1905;[nota 14] pasó a llamarse Warren Platform el 1 de julio de 1907 y pasó a llamarse Dawlish Warren el 1 de octubre de 1911; trasladado a una corta distancia al norte el 23 de septiembre de 1912
- Dawlish
- Teignmouth
- Newton rebautizada como Newton Abbot el 1 de marzo de 1897
- Totnes
- Brent - abierta el 15 de junio de 1848; cerrada el 5 de octubre de 1964
- Wrangaton: rebautizada como Kingsbridge Road en mayo de 1849 y revertida a Wrangaton el 1 de julio de 1895
- Plataforma Bittaford; abierta el 18 de noviembre de 1907, cerrada el 2 de marzo de 1959
- Ivybridge - abierta el 15 de junio de 1848, cerrada el 2 de marzo de 1959; la nueva estación abrió aproximadamente una milla al este el 15 de julio de 1994
- Cornwood Road abrió a fines de agosto de 1852 y pasó a llamarse Cornwood en abril de 1864
- Plympton - abierta el 15 de junio de 1848, cerrada a los pasajeros el 2 de marzo de 1959 y al tráfico de mercancías el 1 de junio de 1964
- Laira - terminal temporal en Laira Green cerrada el 2 de abril de 1849 para pasajeros y el 1 de mayo de 1849 para mercancías
- Laira Halt; abierta el 1 de junio de 1904, cerrada el 7 de julio de 1930
- Lipson Vale Halt abrió el 1 de junio de 1904, cerró el 22 de marzo de 1942
- Mutley - abierta el 1 de agosto de 1871; cerrada el 3 de julio de 1939
- Plymouth North Road - inaugurada el 28 de marzo de 1877, rebautizada como Plymouth el 16 de septiembre de 1958
- Plymouth - conjunto con el Ferrovial de Cornwall; rebautizada como Plymouth Millbay desde el 1 de mayo de 1877, cerrada a los pasajeros el 24 de abril de 1941 y al tráfico de mercancías el 20 de junio de 1966

Ramal de Torquay
- Kingskerswell - abierta el 1 de julio de 1853; cerrada el 5 de octubre de 1964
- Torquay - rebautizada como Torre el 2 de agosto de 1859.

## Locomotoras
La empresa contrató locomotoras de la Great Western Railway para remolcar sus trenes hasta que el sistema atmosférico estuvo listo para operar. Al final, se necesitaron locomotoras de forma más permanente, por lo que se suscribió una serie de contratos para proporcionar tracción a sus trenes. A partir de 1867 la empresa compró las locomotoras y las operó.
El Ferrocarril del Sur de Devon también operaba todas los ramales de conexión en Devon, por los que circulaban sus locomotoras. El Ferrocarril de Cornualles también contrató su fuerza motriz de la misma empresa que el Ferrocarril del Sur de Devon. A partir de 1867, el Ferrocarril del Sur de Devon también compró las locomotoras del Ferrocarril de Cornwall y las operó como una sola flota con las suyas, al igual que las que compró para el Ferrocarril del Oeste de Cornualles.
La mayoría de las locomotoras eran locomotoras de tanque 4-4-0 para trenes de pasajeros y locomotoras de tanque 0-6-0 para los trenes de mercancías. Posteriormente se adquirieron algunas locomotoras más pequeñas para los ramales y los ramales portuarios.

## Accidentes e incidentes
- El 27 de junio de 1849, explotó la caldera de la locomotora Goliah, una máquina de vapor del tipo Hercules del Great Western Railway, mientras transportaba un tren de mercancías en la Estación de Plympton. El accidente costó la vida a una persona.[40]

## Lecturas relacionadas
- RA Cooke, Atlas of the Great Western Railway 1947, Wild Swan Publications Limited, Didcot, 2ª edición 1997, ISBN 1 8741 03 38 0
- Beck, Keith; Copsey, John (1990). The Great Western in South Devon. Didcot: Wild Swan Publication. ISBN 0-906867-90-8.
- Mosley, Brian. «South Devon Railway». Encyclopedia of Plymouth History. Plymouth Data. Archivado desde el original el 25 de febrero de 2008. Consultado el 22 de julio de 2008.
- Los registros del South Devon Railway y sus sucesores se pueden consultar en The National Archives

- Datos: Q7567046